# Parijorcáu
El Parijorcáu es la mayor elevación del macizo del Agero, situado en las estribaciones del macizo Oriental de los Picos de Europa, en Cantabria (España). Se accede al mismo en condiciones similares desde los pueblos de Bejes o Cabañes.